# Bonnie and Clyde
Bonnie and Clyde (bra Bonnie e Clyde - Uma Rajada de Balas) é um filme biográfico de crime norte-americano de 1967 dirigido por Arthur Penn e estrelado por Warren Beatty e Faye Dunaway como os personagens-título. O filme apresenta  J. Pollard, Gene Hackman e Estelle Parsons, com Denver Pyle, Dub Taylor, Gene Wilder, Evans Evans e Mabel Cavitt em papéis de apoio. O roteiro foi escrito por David Newman e Robert Benton. Robert Towne e Beatty forneceram contribuições não creditadas para o roteiro; Beatty também produziu o filme. A trilha sonora foi composta por Charles Strouse.
Bonnie e Clyde é considerado um filme histórico e como sendo um dos primeiros filmes da era da Nova Hollywood, já que quebrou muitos tabus cinematográficos e foi popular com a geração mais jovem. Para alguns membros da contracultura, o filme foi considerado um "grito de reunião". Seu sucesso levou outros cineastas a serem mais abertos na apresentação do sexo e da violência em seus filmes. O final do filme também se tornou icônico como "uma das cenas da morte mais sangrenta da história cinematográfica".
O filme recebeu o Oscar de Melhor Ator Coadjuvante (Estelle Parsons) e o Oscar Melhor Fotografia (Burnett Guffey). Foi entre os primeiros 100 filmes selecionados para preservação no Registro Nacional de Filmes dos Estados Unidos.

## Enredo
No meio da Grande Depressão, Clyde Barrow (Warren Beatty) e Bonnie Parker (Faye Dunaway) se encontram quando Clyde tenta roubar o carro da mãe de Bonnie. Bonnie, que está entediada com o seu trabalho de garçonete, fica intrigada com Clyde e decide ir a ele e se tornar seu parceiro no crime. Eles cometem alguns roubos, mas seus esforços de amadores, enquanto excitantes, não são muito lucrativos.
A sorte no crime da dupla muda para uma grande velocidade, uma vez que se juntam com um assistente de posto de gasolina, CW Moss (Michael J. Pollard), depois com o irmão mais velho Buck Clyde (Gene Hackman) e sua esposa Blanche (Estelle Parsons), filha de um pastor. As mulheres não gostam umas das outras à primeira vista, e o conflito só se intensifica a partir daí: a estridente Blanche não tem nada além de desdém por Bonnie, Clyde e C.W., enquanto a bandida Bonnie vê a presença flácida de Blanche como um perigo constante para o bem-estar da gangue.
Bonnie e Clyde deixam de cometer pequenos roubos para roubar bancos. Suas façanhas também se tornam mais violentas. Quando C.W. estraga um roubo de banco ao estacionar o carro de fuga no momento da ação, Clyde dispara no gerente do banco no rosto depois que ele pula no estribo do carro . A gangue é perseguida por policiais, incluindo o Texas Ranger Frank Hamer (Denver Pyle), que capturam e humilham antes de libertá-lo. Posteriormente,  uma invasão ao esconderijo da gangue, surpreende a gangue ferindo Mort Buck com um tiro horrível na cabeça e ferindo Blanche no tiroteio. Bonnie, Clyde e C.W. mal escapam com suas vidas. Com Blanche sem visão e sob custódia policial, Hamer a engana para revelar o nome de C.W., que até agora era apenas um "suspeito não identificado".
Hamer localiza Bonnie, Clyde e C.W. escondidos na casa do pai de C.W. Ivan Moss (Dub Taylor), que pensa que o casal - e uma tatuagem ornamentada - corrompeu seu filho. O velho Ivan Moss faz uma barganha com Hamer: em troca da indulgência para o filho, ele ajuda a montar uma armadilha para os fora da lei. Quando Bonnie e Clyde param no lado da estrada para ajudar o Sr. Moss a consertar um pneu furado, a polícia, escondida nos arbustos, abre fogo e os cravam com balas. Hamer e seu pelotão, até então escondidos,  permanecem olhando pensativamente os corpos do casal.

## Elenco
- Faye Dunaway .... Bonnie Parker
- Warren Beatty .... Clyde Barrow
- Michael J. Pollard .... C.W. Moss
- Gene Hackman .... Buck Barrow
- Estelle Parsons .... Blanche Barrow
- Denver Pyle .... Frank Hamer
- Dub Taylor .... Ivan Moss
- Evans Evans .... Velma Davis
- Gene Wilder .... Eugene Grizzard

## Principais prêmios e indicações
Oscar 1968 (EUA)

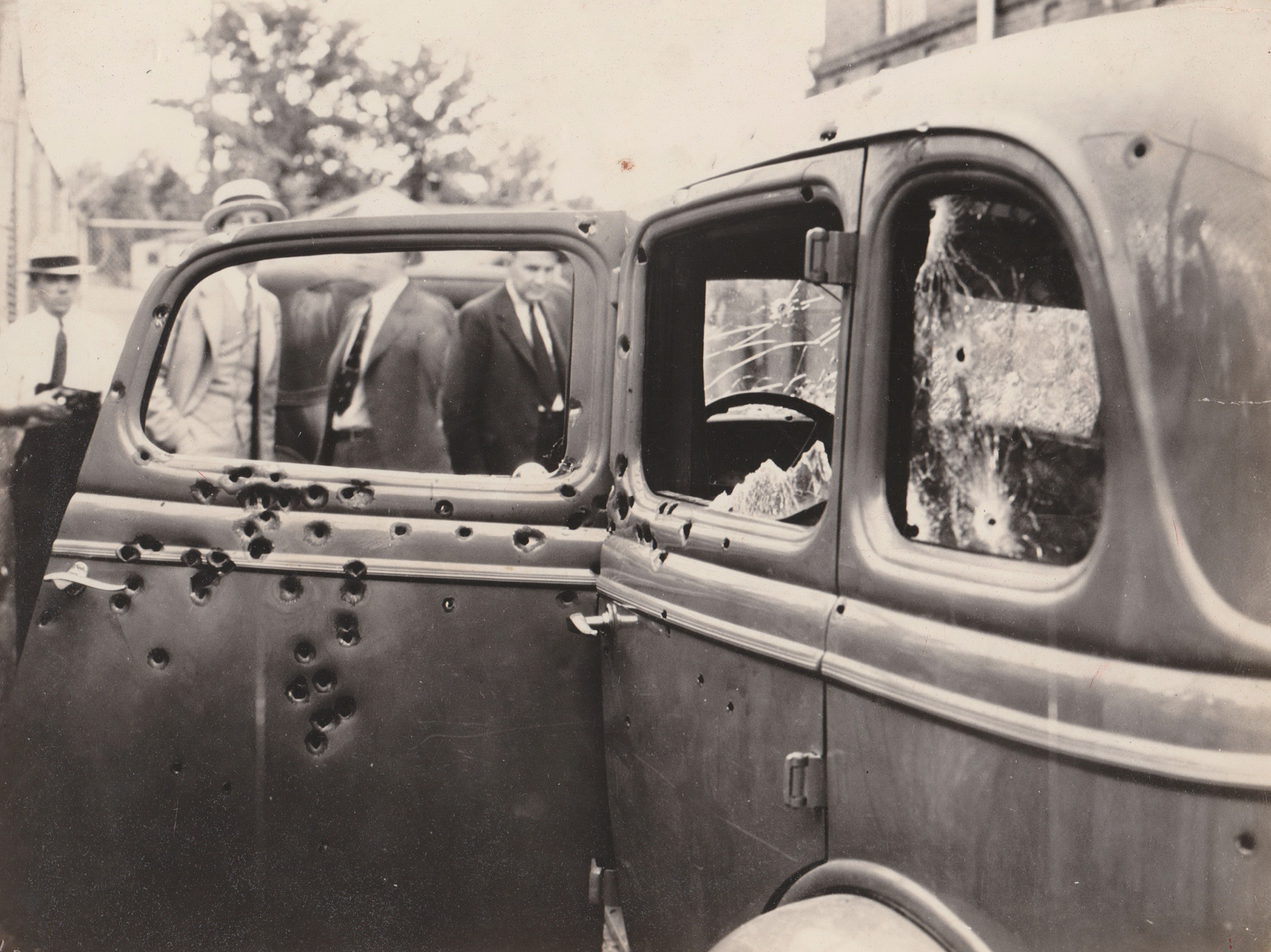
O carro do casal, crivado de balas.

- Venceu nas categorias de melhor atriz coadjuvante (Estelle Parsons) e melhor fotografia.
- Indicado nas categorias de melhor filme, melhor diretor, melhor ator (Warren Beatty), melhor atriz (Faye Dunaway), Oscar de melhor ator coadjuvante (Gene Hackman e Michael J. Pollard), melhor roteiro original e melhor figurino.

Globo de Ouro 1968 (EUA)
- Indicado nas categorias de melhor filme - drama, melhor diretor, melhor ator - drama (Warren Beatty), melhor atriz - drama (Faye Dunaway), melhor ator coadjuvante (Michael J. Pollard), melhor roteiro e melhor revelação masculina (Michael J. Pollard).

BAFTA 1968 (Reino Unido)
- Venceu nas categorias de atriz novata mais promissora em papel principal (Faye Dunaway) e ator novato mais promissor em papel principal (Michael J. Pollard).
- Indicado nas categorias de melhor filme de qualquer origem e melhor ator estrangeiro (Warren Beatty).

Prêmio Bodil 1968 (Dinamarca)
- Recebeu o prêmio na categoria de melhor filme americano.

Grammy 1969 (EUA)
- Indicado na categoria de melhor trilha sonora para cinema.

Festival Internacional de Mar del Plata 1968 (Argentina)
- Venceu na categoria de melhor filme.

Prêmio NYFCC 1967 (New York Film Critics Circle Awards, EUA)
- Venceu na categoria de melhor roteiro.

Prêmio Edgar 1968 (Edgar Allan Poe Awards, EUA)
- Indicado na categoria de melhor filme.